# Tlacotalpan
Tlacotalpan ist eine Kleinstadt mit 7.600 Einwohnern (2010) im mexikanischen Bundesstaat Veracruz am Ufer des Río Papaloapan.
Tlacotalpan wurde zum UNESCO-Welterbe erklärt, weil seine städtische Anlage und Architektur eine Vermischung der spanischen und karibischen Traditionen auf besonders wichtige und qualitätvolle Weise zeigen. Tlacotalpan ist Hauptort des gleichnamigen Municipio Tlacotalpan.

## Geschichte
Tlacotalpan war in vorspanischer Zeit eine von den Azteken, wahrscheinlich im Rahmen der in diesen Raum führenden Züge des Herrschers Axayacatl unterworfene Stadt mit Náhuatl sprechender Bevölkerung, sie zahlte Tribut an die aztekische Tributhauptstadt Tochtepec. Der Name Tla’cotlālpan bedeutet: „wo das Land geteilt ist“.
Der erste europäische Besucher war Juan de Grijalva im Juni 1518. Tlacotalpan dürfte erst 1521 durch Gonzalo de Sandoval erobert worden sein. Nach kurzer Zeit im Besitz eines Encomendero fiel die Stadt 1541 als direkter Besitz an die spanische Krone und wurde von der neu gegründeten Stadt Veracruz aus verwaltet.
Die heutige Gestalt der Stadt geht auf einen verheerenden Brand im Jahre 1788 zurück, nach dem alle Häuser aus Mauerwerk zu errichten waren.

## Weblinks

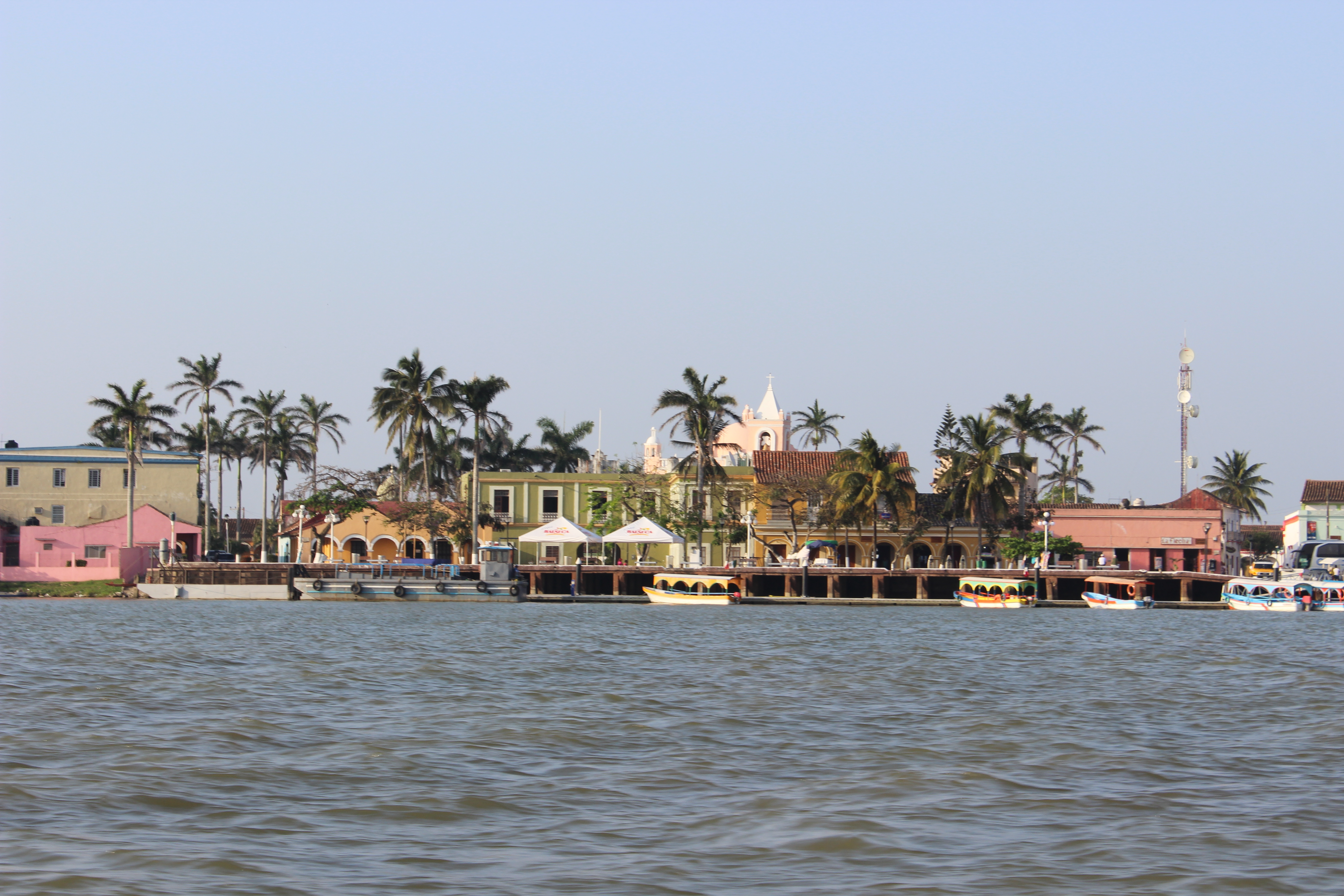
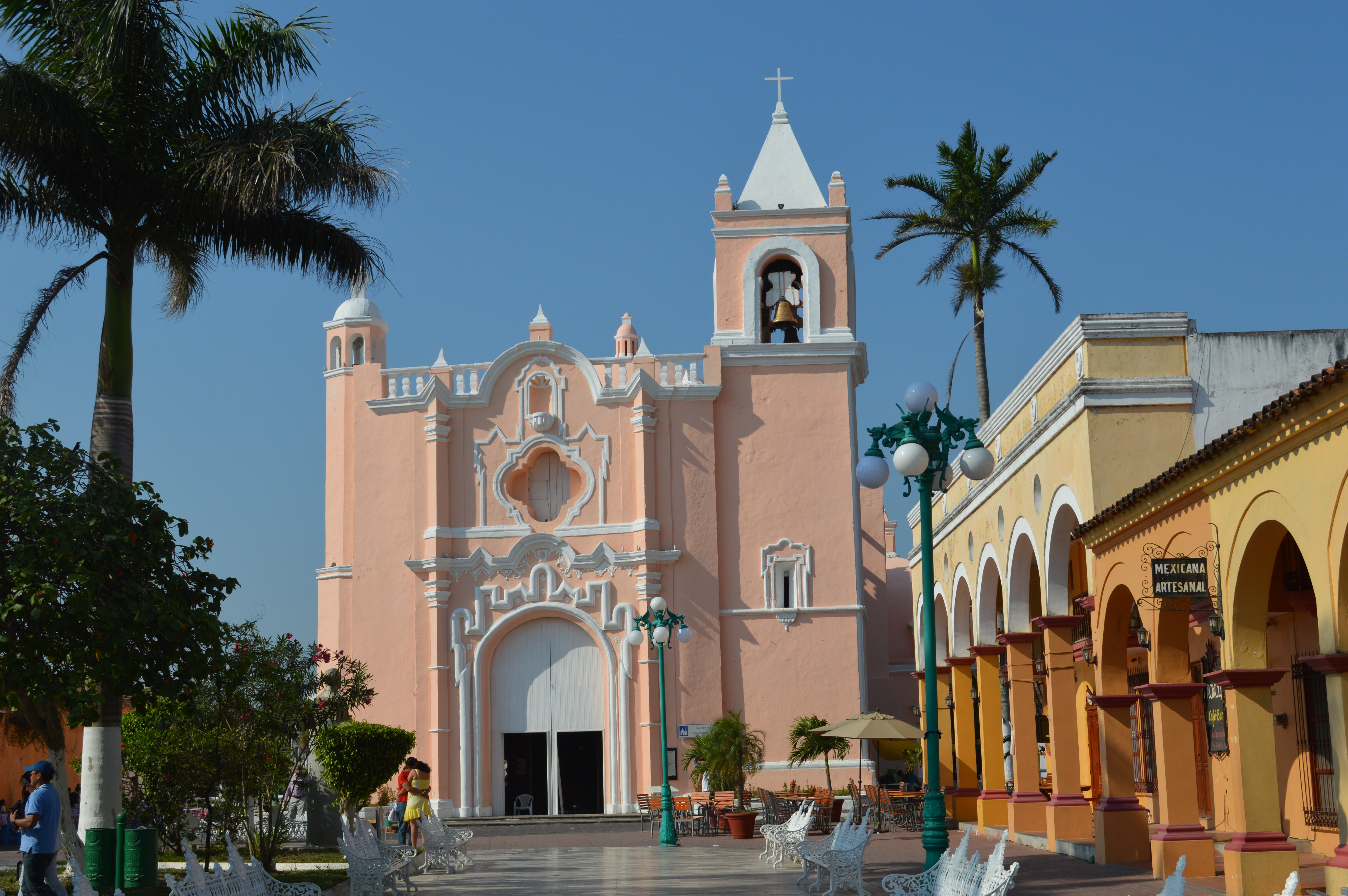
Heiligtum der Kerzenmesse
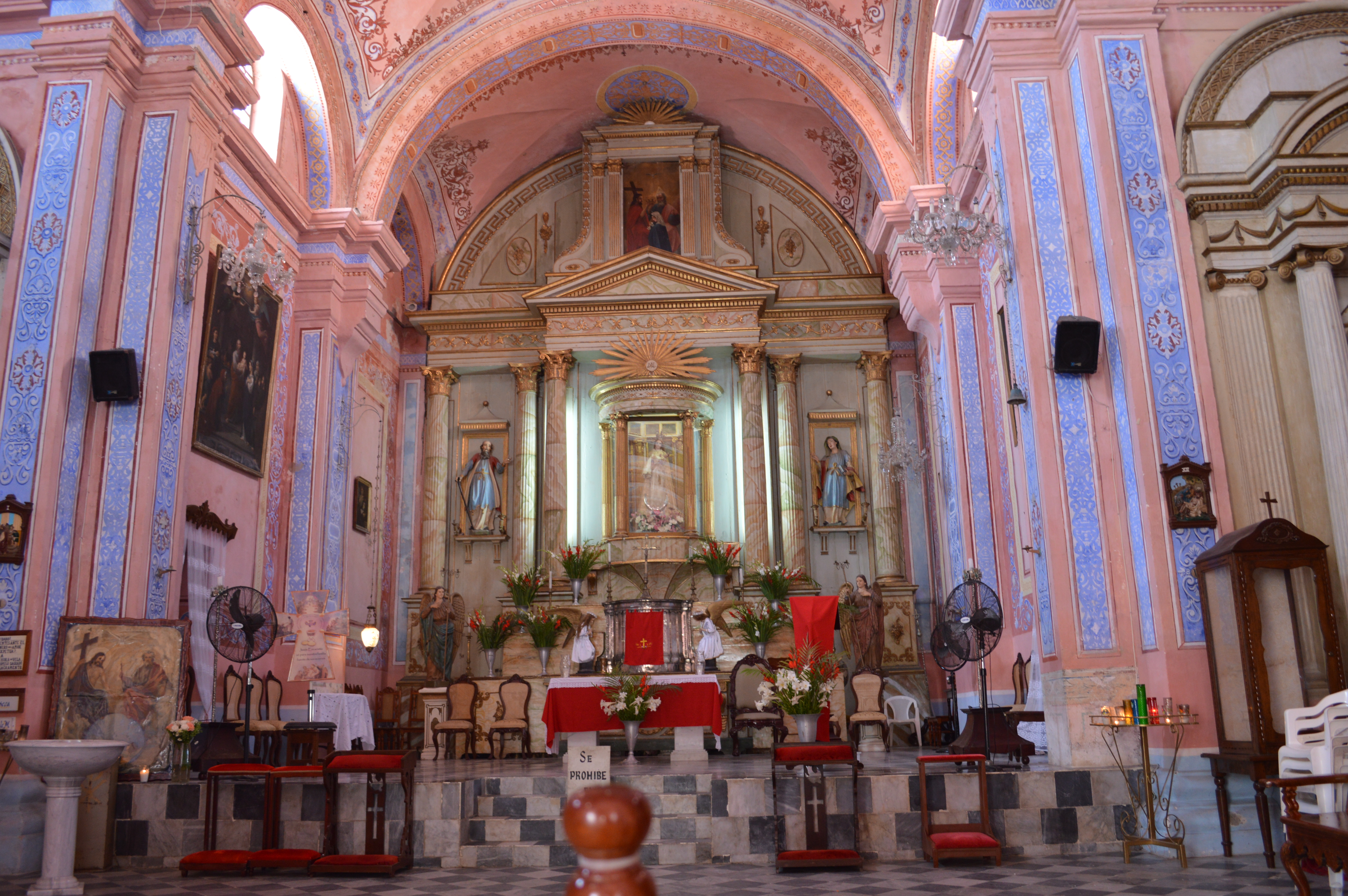
Chor der Kirche
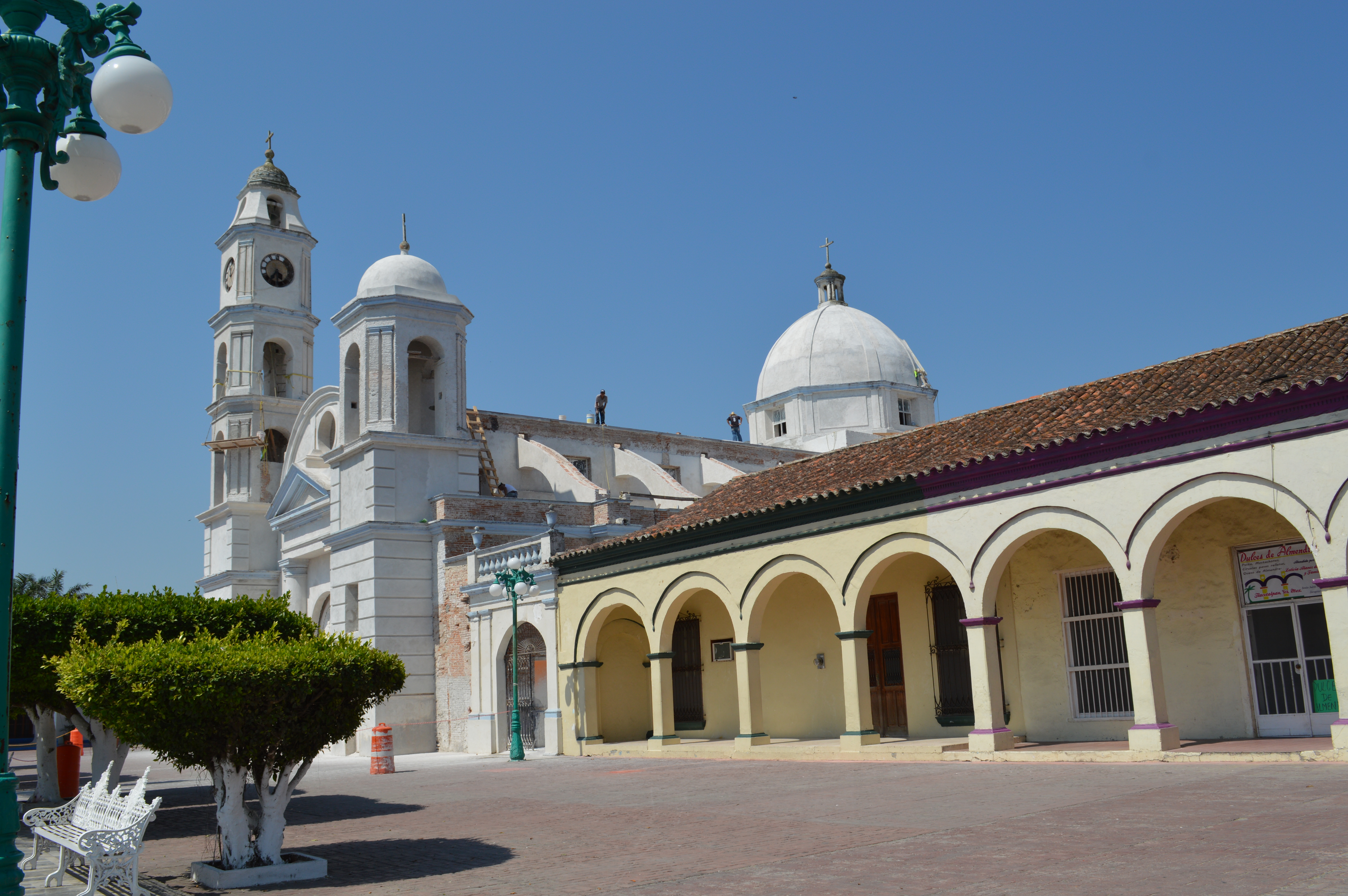
San Cristobal
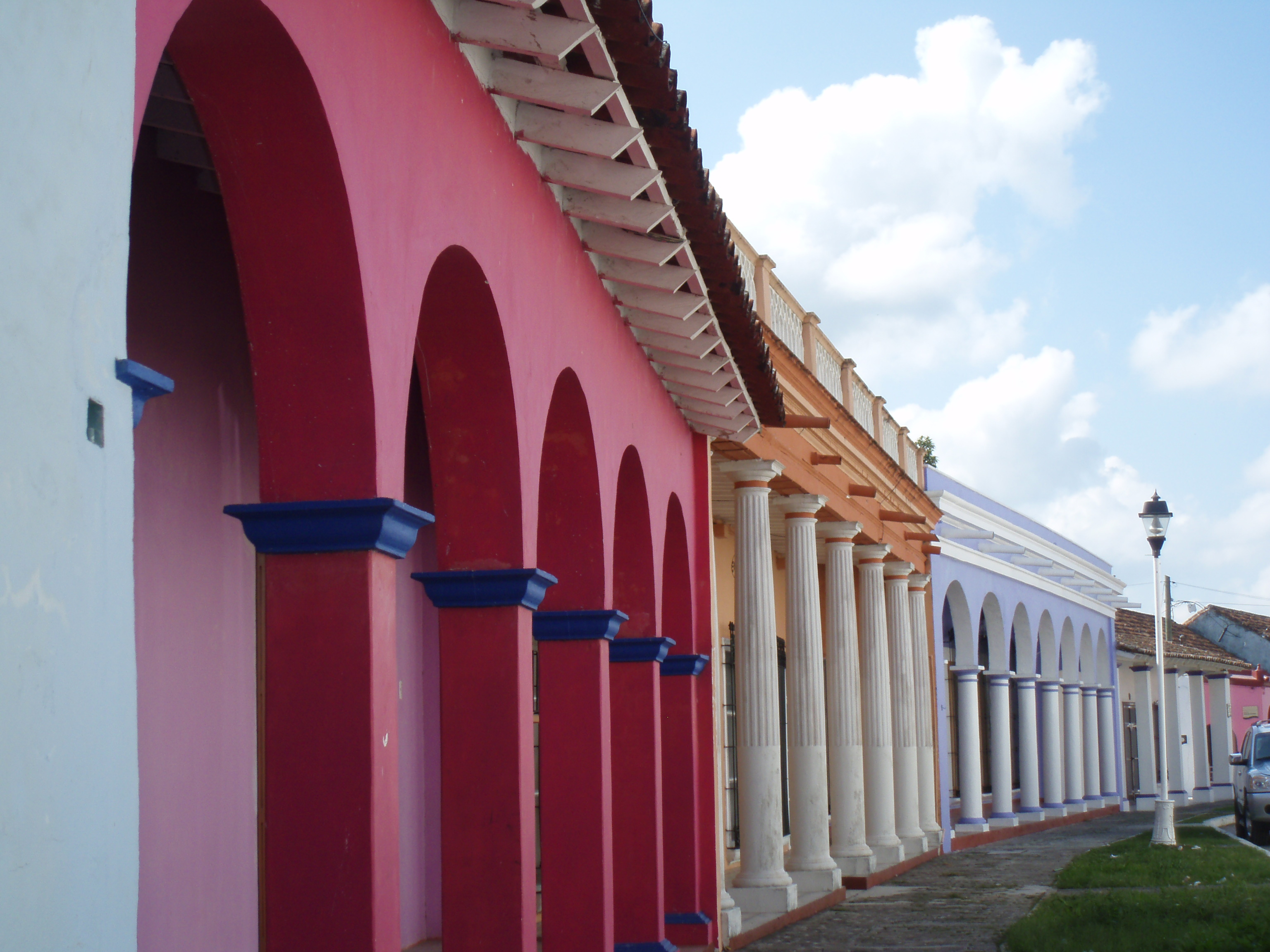
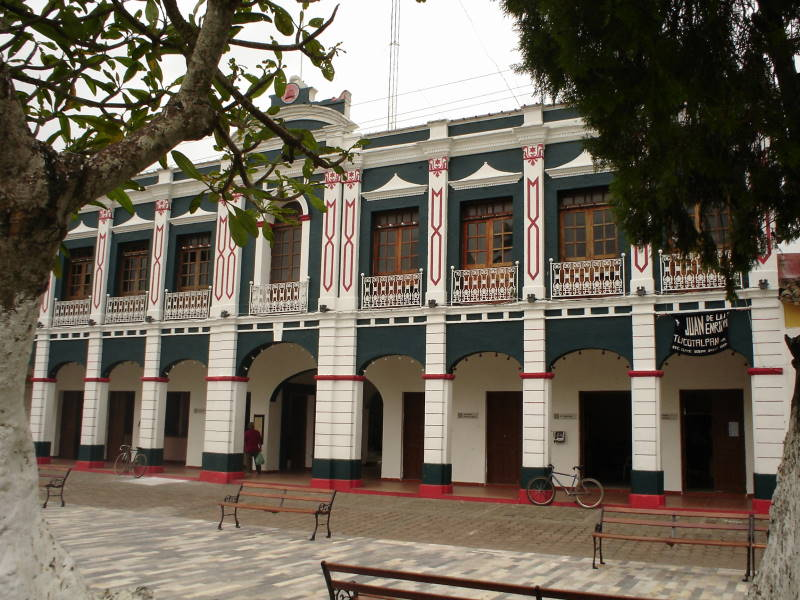
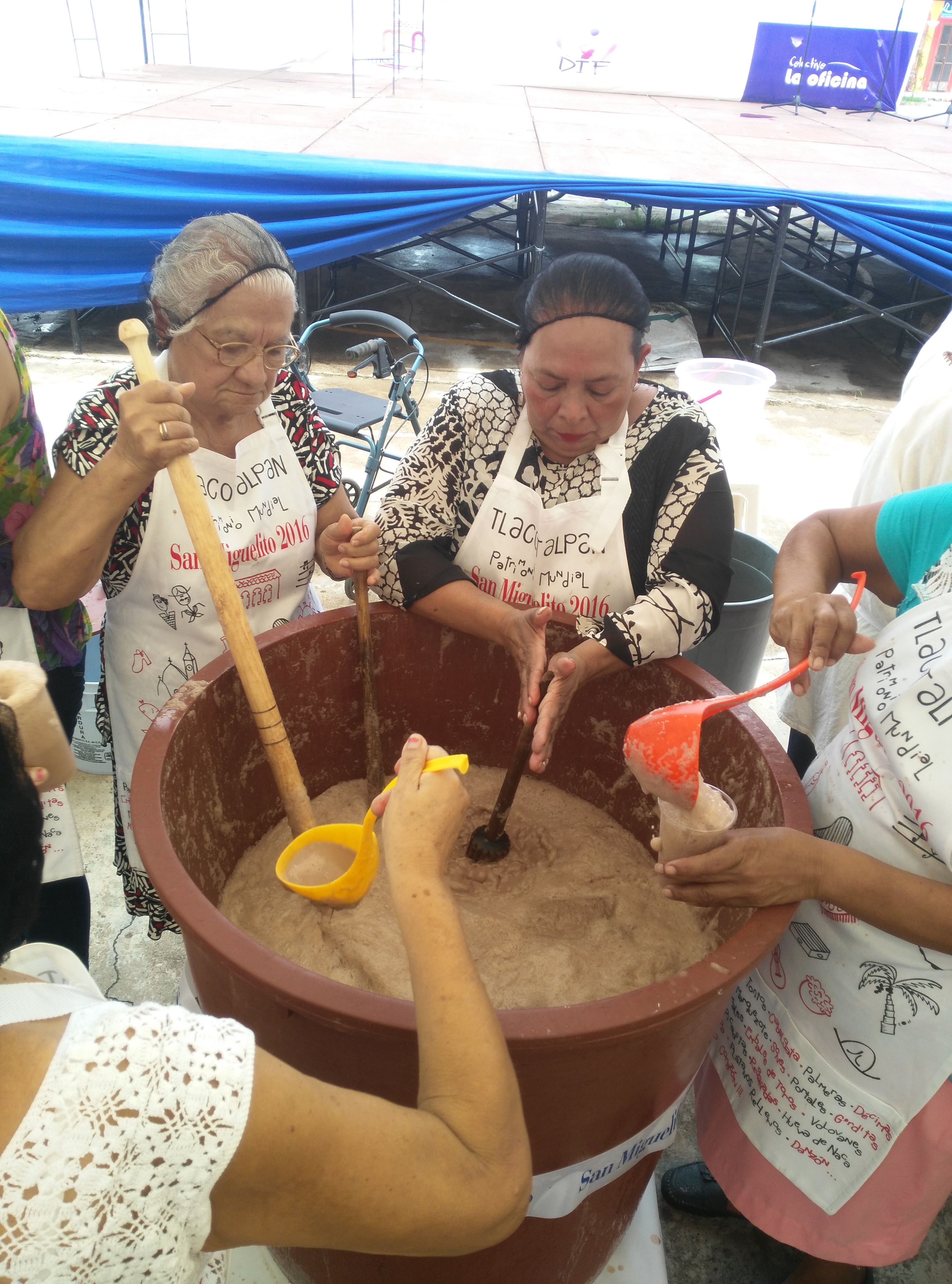
Frauen bereiten den Brei „el popo“ für das Fest von San Miguelito